# Ioan I de Brabant

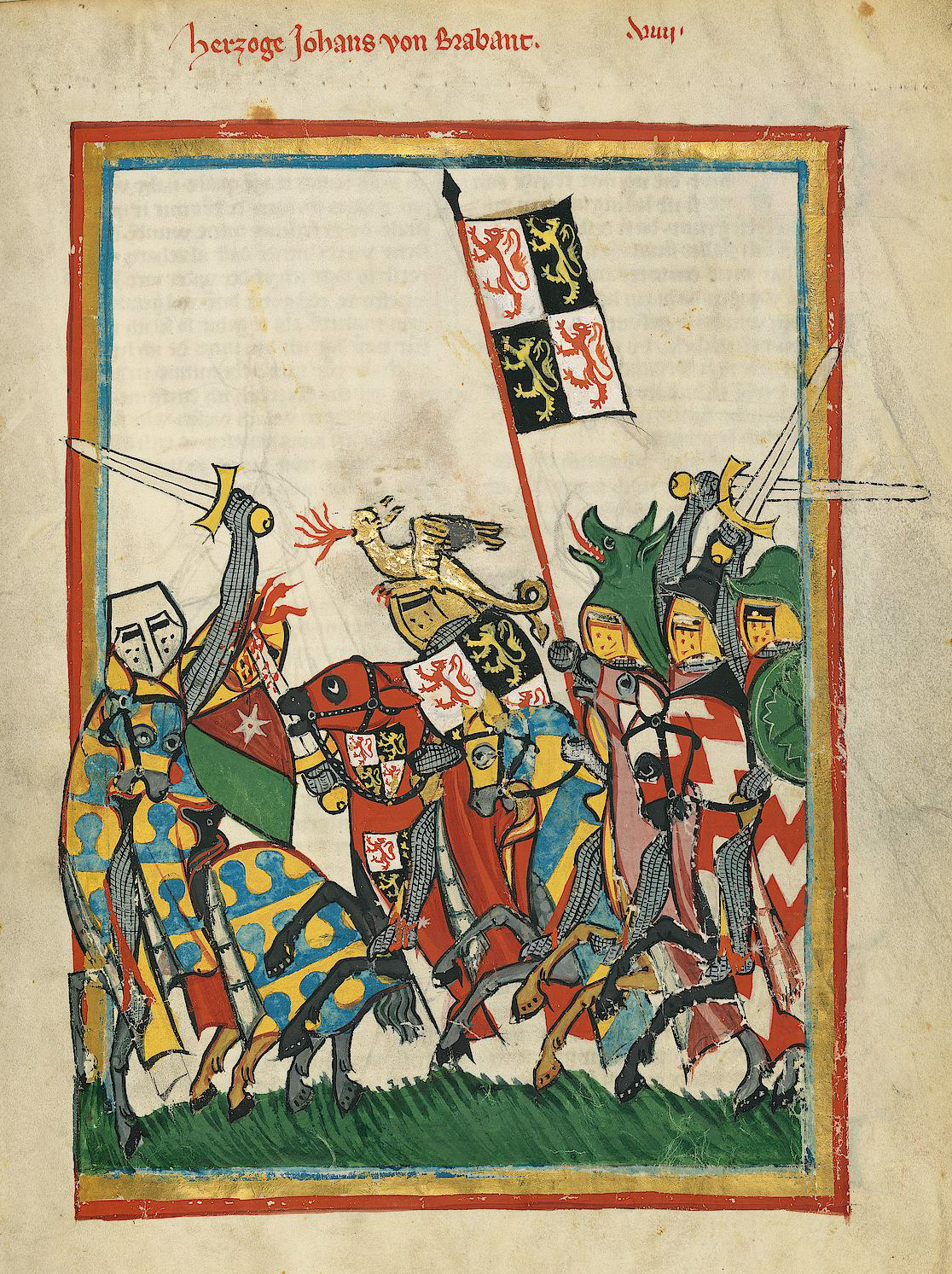
Ioan I de Brabant pornind la luptă, conform Codex Manesse.

Ioan I (supranumit cel Victorios) (n. 1252/1253, Leuven – d. 3 mai 1294) a fost duce de Brabant de la 1267 până la moarte, precum și duce de Lothier și de Limburg din 1288.

## Viața
Ioan era fiul ducelui Henric al III-lea de Brabant cu Aleida de Burgundia, fiică a ducelui Hugo al IV-lea de Burgundia. El era totodată frate mai mare pentru Maria de Brabant, regina lui Filip al III-lea al Franței. În 1267, fratele său mai mare, Henric al IV-lea, având deficiențe mentale, a fost depus în favoarea lui Ioan.
Cea mai mare victorie militară a lui Ioan a fost în bătălia de la Worringen, ca urmare a căreia el a preluat conducerea și în Ducatul Limburg. Deși complet depășit numeric, Ioan a condus cu succes o invazie în zona Rin. În 1288, Limburg a fost atașat și în mod formal de Brabant.
Ioan I a fost perceput ca un model al principelui feudal: curajos, aventuros; depășind pe cei din jur prin inițiative și generos în caracter. El a fost considerat drept unul dintre cei mai hărțuiți principi ai vremii sale. Toate acestea l-au făcut foarte popular în poezia și literatura medievală. Chiar și în ziua de azi există o odă închinată lui, atât de cunoscută încât a devenit potențial candidat pentru imnul Brabantului de nord. Ioan I era un pasionat al turnirelor. De asemenea, era faimos pentru mulții săi copii ilegitimi.
În 3 mai 1294, în timpul unor festivități matrimoniale la Bar-le-Duc, Ioan I a fost rănit mortal într-o confruntare. El a fost înmormântat în biserica Fraților Minoriți din Bruxelles, dar ca urmare a "iconoclasmului" protestant din 1566, nu a mai rămas nimic din mormântul lui.

## Familia și copiii
Ioan a fost căsătorit în două rânduri. La 5 septembrie 1270, a luat de soție pe Margareta de Franța, fiică a regelui Ludovic al IX-lea al Franței cu Margareta de Provence. Margareta a avut un fiu, însă atât ea cât și copilul au murit la puțină vreme după naștere.
În 1273, el s-a recăsătorit cu Margareta de Flandra (d. 3 iulie 1285), fiică a contelui Guy de Flandra, rezultând următorii copii:
1. Godefroi (n. 1273/1274 – d. după 13 septembrie 1283).
2. Ioan (n. 1275–d. 1312), succesor în ducat.
3. Margareta (n. 4 octombrie 1276–d. 14 decembrie 1311, Genova), căsătorită în 9 iunie 1292 cu împăratul Henric al VII-lea.
4. Maria (d. după 2 decembrie 1338), căsătorită cu contele Amadeus al V-lea de Savoia.

Ioan I a avut câțiva copii ilegitimi:
1. Gillis van der Balcht
2. Jean Meuwe, senior de Wavre și Dongelberg.[6]
3. Margareta de Tervuren, căsătorită în 2 martie 1292 cu Jean de Rode de Lantwyck
4. Jan Pylyser (n. 1272 - d. 1342)
5. Jan van der Plasch